# Carletti
Carletti A/S er en dansk konfekturevirksomhed, der producerer forskelligt slik og chokolade. De kendes bl.a. for skumbanan og p-tærte. De har hovedkvarter i Skødstrup. Virksomheden blev etableret af den familieejede Givesco-koncern i 1980. Der er ca. 480 fuldtidsansatte i Carletti. De har datterselskaber i Sverige, Finland og Polen.